# دهستان دوآب (کوهرنگ)
دهستان دوآب واقع در بخش دوآب صمصامی، شهرستان کوهرنگ، استان چهارمحال و بختیاری است. براساس سرشماری مرکز آمار ایران در سال ۱۳۹۰، جمعیت آن ۳۵۵۸ نفر (۱۷۱۸ خانوار) بوده‌است.